# Diablada

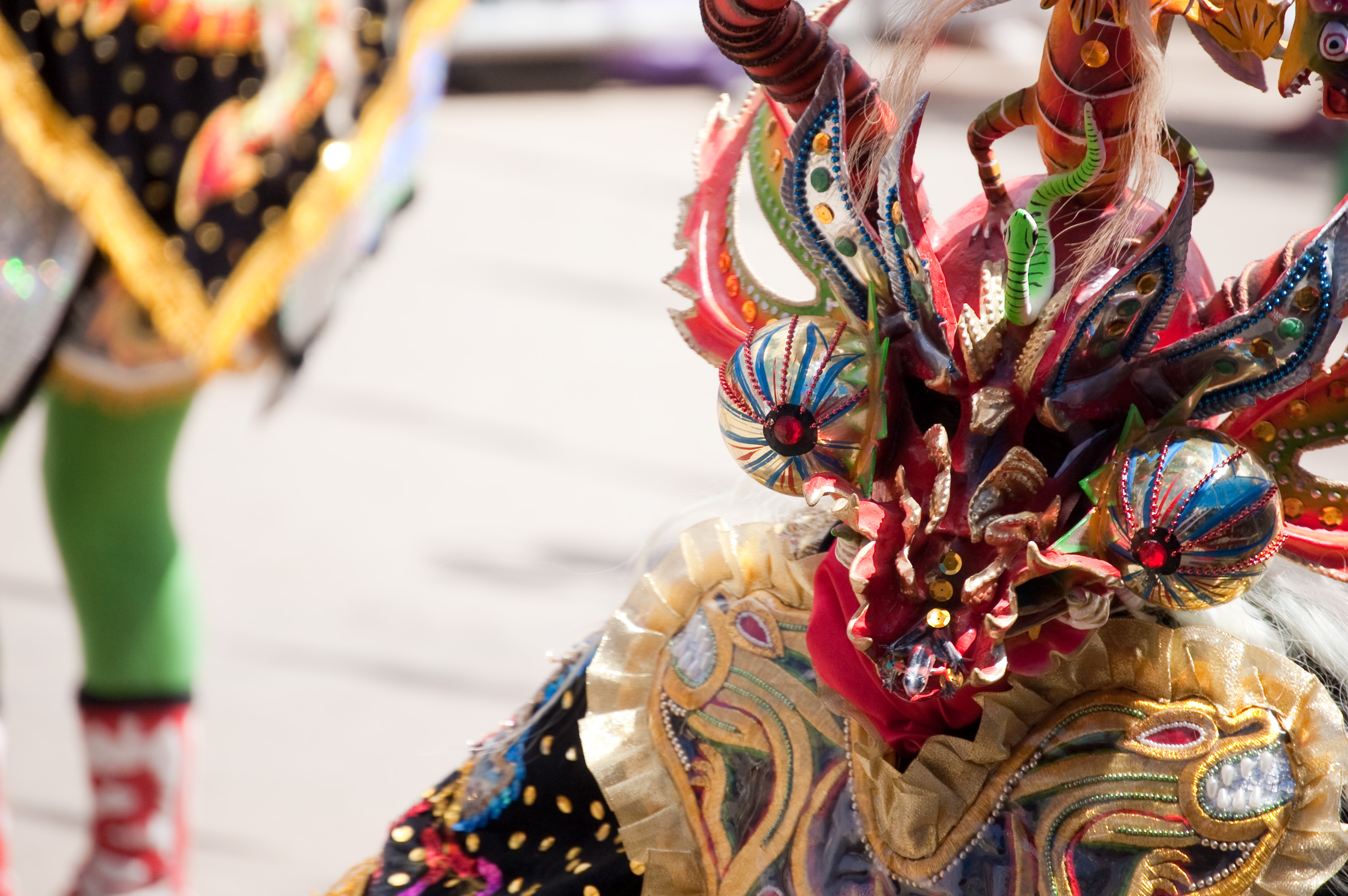
Diablada

Diablada lub Danza de Diablos (hiszp. „taniec diabłów”) – tradycyjny taniec z Ameryki Południowej pochodzący z andyjskiego Altiplano, charakteryzuje się maskami i strojami diabła noszonymi przez tancerzy. Taniec jest mieszaniną tradycji teatralnych Hiszpanów i andyjskich obrzędów religijnych, takich jak taniec Llama llama na cześć boga Tiw ludu Uru (ich opiekuna w kopalniach, jeziorach i rzekach) i rytuał ajmarskich górników ku czci Anchanchu (strasznego demona - ducha jaskiń i innych odosobnionych miejsc).
Pochodzenie i tożsamość tego tańca są przedmiotem sporów między władzami i historykami Boliwii, Chile i Peru, gdzie jest on wykonywany, jako ważnej części ich kultury. Istnieje styl tańca właściwy dla Ekwadoru o nazwie Diablada Pillareña i odmiany diablady powstałe w innych krajach takich jak Argentyna, USA i Austria.